# Mitsuhiro Toda
Mitsuhiro Toda (Miyazaki, 10 september 1977) is een voormalig Japans voetballer.

## Carrière
Mitsuhiro Toda speelde tussen 2000 en 2008 voor FC Tokyo en Shimizu S-Pulse.